# Анна Бранденбургская (1487—1514)
Анна Бранденбургская (нем. Anna von Brandenburg; 27 августа 1487, Берлин, маркграфство Бранденбург — 3 мая 1514, Киль, Гольштейн-Глюкштадт) — принцесса бранденбургская и в замужестве герцогиня Шлезвиг-Гольштейн-Готторпская.

## Биография
Анна была старшей из дочерей курфюрста Иоганна Цицерона Гогенцоллерна и его супруги принцессы Маргариты Саксонской, дочери герцога Саксонии Вильгельма III Храброго и эрцгерцогини Анны Габсбургской.
10 апреля 1502 года в Штендале состоялась свадьба Анны с герцогом гольштейн-готторпским Фридрихом I, будущим королём Дании под именем Фредерик I. Фридрих был четвёртым сыном датского короля Кристиана I и Доротеи Бранденбургской. Похоронена в церкви Бордесхольмского монастыря.

## Потомки
В браке Анны и Фридриха родилось двое детей:
- Кристиан III, женился на принцессе Доротее Саксен-Лауэнбург-Ратцебургской
- Доротея, вышла замуж за герцога Альбрехта Бранденбург-Ансбахского.